# Susłów
Susłów – wieś w Polsce położona w województwie lubuskim, w powiecie zielonogórskim, w gminie Bojadła.
W latach 1975–1998 miejscowość administracyjnie należała do województwa zielonogórskiego.

## Demografia
Liczba mieszkańców miejscowości w poszczególnych latach:
| Rok  | Ilość mieszkańców |
| ---- | ----------------- |
| 2002 | 43                |
| 2009 | 41                |
| 2011 | 30                |
| 2021 | 33                |